# Rudecindo Vega
Rudecindo Vega Carreazo (Camporredondo; Amazonas, 28 de febrero de 1963) es un abogado, catedrático y político peruano. Fue ministro de Trabajo y Promoción del Empleo del Perú durante el gobierno de Ollanta Humala, desde el 28 de julio hasta el 10 de diciembre del 2011, y ministro de Vivienda, Construcción y Saneamiento del Perú en el gobierno de Alejandro Toledo, desde el 11 de agosto del 2005 hasta el 28 de julio del 2006.

## Biografía
Rudecindo Vega nació el 28 de febrero de 1963 en el distrito de Camporredondo, ciudad ubicada en la provincia de Luya del departamento de Amazonas en Perú.
Realizó sus estudios primarios en el Centro Escolar No.131 de Chachapoyas y los secundarios en la Gran Unidad Escolar Nicolás de Piérola. Luego ingresó en 1981 a la Pontificia Universidad Católica del Perú, en donde estudió la carrera de Derecho y se graduó de abogado. Asimismo, cursó una maestría en Derecho Civil en la misma universidad y fue también profesor universitario entre los años 1994 y 2003.
Integró la Asociación Civil Transparencia y formó parte de la oposición al gobierno de Alberto Fujimori. Durante las elecciones generales del 2001 apoyó la candidatura presidencial de Alejandro Toledo y fue militante de Perú Posible. Luego formó parte del gobierno de Toledo laborando en el extinto Ministerio de la Presidencia del Perú, entre los años 2001 y 2002, en la presidencia del Consejo de Ministros del Perú (2003-2005) y como jefe de Gabinete de Asesores del Ministerio de Vivienda, Construcción y Saneamiento. Asimismo, fue también viceministro de Vivienda durante la gestión de Carlos Bruce.
El 11 de agosto del 2005, Rudecindo Vega fue nombrado por el presidente Alejandro Toledo como ministro de Vivienda, Construcción y Saneamiento del Perú, en reemplazo de Carlos Bruce y formando parte del último consejo de ministros del gobierno encabezado por Pedro Pablo Kuczynski. Su nombramiento también se debió a la intenciones de Bruce de participar en las elecciones generales del 2006 y Vega se encargó de continuar las obras de Bruce en su gestión ministerial, en la que permaneció hasta el final del gobierno el 28 de julio del 2006.
En las elecciones del 2011, postuló sin éxito al Congreso de la República del Perú por Perú Posible, representando al departamento de Amazonas. Sin embargo el 28 de julio del 2011, luego de que Ollanta Humala fuera elegido como presidente del Perú, Vega formó parte del gobierno humalista, en alianza con el partido de Alejandro Toledo, y fue nombrado como ministro de Trabajo y Promoción del Empleo del Perú en el primer gabinete ministerial del gobierno encabezado por Salomón Lerner Ghitis. No obtante, permaneció en el cargo hasta el 10 de diciembre del mismo año tras declararse a favor de un proceso de amnistía para violadores de derechos humanos y de un posible indulto al condenado expresidente Alberto Fujimori, hecho que generó discrepancias con el gobierno de Humala. En el cargo fue reemplazado por José Villena Petrosino en el gabinete ministerial encabezado por Óscar Valdés.
En enero del 2012, Rudecindo Vega fue designado por el gobierno de Humala como nuevo embajador del Perú en la República de Nicaragua, cargo que desempeñó hasta mayo del 2014.
En 2012 renunció a Perú Posible tras discrepancias internas en el partido. Luego, postuló a la presidencia del Gobierno Regional de Amazonas en las elecciones regionales del 2014, por la coalición de movimientos regionales "Todos Somos Amazonas", quedando en el sexto lugar.
En septiembre del 2016 fue designado como presidente de la empresa Servicio de Agua Potable y Alcantarillado de Lima (Sedapal) y luego fue reemplazado por Edmer Trujillo en septiembre del 2017.
Fue gerente general del Conafovicer, silgas del Comité Nacional de Administración del Fondo para la Construcción de Viviendas y Centros Recreacionales para los Trabajadores en Construcción Civil del Perú. Si bien es una institución privada, fue destituido por ser crítico al gobierno de Dina Boluarte.
Actualmente escribe para el periódico izquierdista Diario UNO. Además, es presidente de la asociación civil Iniciativa Ciudadana, promotora de la activación de Carta Democrática Interamericana frente a la crisis política desde 2021.
Desde 2024 está afiliado al partido Salvemos al Perú.